# Rajko Mitić Stadion
A Rajko Mitić Stadion (szerb cirill betűkkel: Стадион Рајко Митић) korábbi nevén: Crvena zvezda Stadion (szerb cirill betűkkel: Стадион Цревена звезда) vagy ismertebb nevén: Marakana (szerb cirill betűkkel: Маракана) egy labdarúgó-stadion Belgrádban, Szerbiában. 
1963 szeptember 1-jén nyitották meg és azóta a Crvena zvezda otthona. A legnagyobb méretű stadion Szerbiában, 55538 nőző befogadására alkalmas. 2014-ben a klub korábbi játékosáról Rajko Mitić-ről nevezték el a stadiont.
Itt játszották az 1972–1973-as bajnokcsapatok Európa-kupájának döntőjét és az 1976-os labdarúgó-Európa-bajnokság döntőjét.

## Események

### 1976-os Európa-bajnokság
| Dátum            | Pályaválasztó | Eredmény    | Vendég | Részletek | Nézők  |
| ---------------- | ------------- | ----------- | ------ | --------- | ------ |
| 1976. június 17. | Jugoszlávia   | 2–4 (h.u.)  | NSZK   | Elődöntő  | 50 562 |
| 1976. június 20. | Csehszlovákia | 2–2 (b:5–3) | NSZK   | Döntő     | 30 790 |

### BEK-döntő
| Dátum           | Időpont UTC+1 | Pályaválasztó | Eredmény | Vendég   | Részletek | Nézők  |
| --------------- | ------------- | ------------- | -------- | -------- | --------- | ------ |
| 1973. május 30. | 20.30         | Ajax          | 1–0      | Juventus | Döntő     | 91,650 |

### UEFA-kupa-döntő
| Dátum           | Időpont UTC+1 | Pályaválasztó | Eredmény | Vendég                   | Részletek | Nézők  |
| --------------- | ------------- | ------------- | -------- | ------------------------ | --------- | ------ |
| 1979. május 29. | 20.00         | Crvena zvezda | 1–1      | Borussia Mönchengladbach | Döntő     | 87,000 |